# Isaías D'Oleo Ochoa
Isaías D'Oleo Ochoa (escrito alternativamente Isaías Doleo Ochoa) (n. 23 de diciembre de 1980) es un filólogo, editor y poeta costarricense. Uno de sus mayores logros ha sido el haber propiciado dos proyectos de ley ante la Asamblea Legislativa de Costa Rica relacionados con la defensa del ejercicio de la profesión de Filología y el fomento del idioma español y las lenguas aborígenes costarricenses.

## Biografía
Realizó sus estudios superiores en la Escuela de Filología, Lingüística y Literatura de la Universidad de Costa Rica donde obtuvo el título de Bachiller en Filología Española en el 2004. Empezó a escribir poesía desde que se encontraba en la escuela secundaria, aunque lo desarrolló más a fondo posteriormente cuando era estudiante de la universidad. Luego de haberse graduado, trabajó como editor de libros para importantes escritores religiosos en los Estados Unidos.

## Proyectos de ley por iniciativa popular
Uno de sus aportes más importantes es la elaboración y presentación de dos iniciativas populares ante la Asamblea Legislativa de Costa Rica. Ambas iniciativas se convirtieron en proyectos de ley cuando el diputado Óscar López y la diputada Lesvia Villalobos Salas acogieron las mismas respectivamente debido a su importancia para la sociedad costarricense, especialmente para los profesionales en Filología. El primer proyecto tiene como finalidad el crear el Colegio Costarricense de Filólogos y el segundo pretende que se reforme en su totalidad la Ley de Defensa del Idioma Español y Lenguas Aborígenes Costarricenses n.º 7623 del 11 de septiembre de 1996 con el objetivo de que se fortalezca aún más el idioma español y las lenguas aborígenes de Costa Rica.
Es importante resaltar el hecho que ambos, el proyecto sobre el fortalecimiento del idioma español y el de la creación del Colegio Costarricense de Filólogos, forman parte de las 75 iniciativas populares que se han convertido en proyecto de ley en Costa Rica desde que se creó la Oficina de Iniciativa Popular el 13 de abril de 1999. Hasta el 31 de marzo de 2010, la Oficina de Iniciativa Popular de Costa Rica ha recibido 1008 iniciativas por parte de la ciudadanía.

### Colegio Costarricense de Filólogos
D’Oleo Ochoa presentó esta iniciativa popular el 3 de marzo de 2008 ante la Asamblea Legislativa de Costa Rica, la cual fue retirada para su estudio por los diputados Gilberto Jerez Rojas y Óscar López. Posteriormente, el diputado Óscar López la retoma y la convierte en proyecto de ley de la República, mandándolo a publicar en la Gaceta Oficial el 1 de julio de 2008 en donde somete a la consideración de los legisladores la propuesta de ley.
Según los datos de la Oficina de Iniciativa Popular de la Asamblea Legislativa de Costa Rica, D'Oleo presentó el anteproyecto debido a que «a la fecha no hay un órgano colegiado para viabilizar y fiscalizar el legítimo oficio del profesional en Filología y que los profesional es graduados en esta área, que no se dedican a la docencia, han estado desprotegidos por la no existencia del Colegio (…)». El 3 de octubre de 2009, el Consejo Universitario de la Universidad de Costa Rica en la Sesión N.º 5395 se pronuncia sobre el proyecto de ley de la creación del Colegio de Filólogos y hace una serie de recomendaciones a los legisladores que tienen a cargo el proyecto para que se reformule tomando en cuenta las mismas (ver págs. 85-98).
A través de esta iniciativa, tanto D’Oleo Ochoa como el diputado Óscar López asumieron el reto de luchar a favor de todos los filólogos costarricenses dado que desde 1999 se había tratado de retomar el proyecto de la creación de un Colegio de Filólogos y no se había logrado, según consta en la Sesión Plenaria del VIII Congreso de Filología, Lingüística y Literatura (ver pág 3).

Consciente de la realidad de los profesionales en filología, como legislador de la República asumo el reto de luchar por hacerle justicia a este sector de la población, que requiere el Colegio Costarricense Confederado de Filólogos para asegurarles a los profesionales tanto en la actualidad como en el futuro la protección que como colegiados les corresponde. Dicho Colegio emitirá criterio en materia de su competencia, cuando se requiera; asimismo, fomentará y defenderá el libre ejercicio de la profesión de Filología.  También, se encargará de tutelar los derechos y los intereses legítimos de quienes contraten los servicios de los profesionales miembros del Colegio, de acuerdo con las actividades, los actos que los filólogos realicen o las omisiones en el ejercicio de la profesión, sin perjuicio de las responsabilidades civiles o penales en que puedan incurrir. Además, incentivará la participación de los filólogos para que contribuyan a alcanzar logros en el orden social, económico y cultural, de manera que se integren plenamente como profesionales en el mercado laboral.

El 17 de noviembre de 2009, la Comisión Permanente de Gobierno y Administración de la Asamblea Legislativa de Costa Rica dictaminó afirmativamente por mayoría el proyecto de ley y le cambió el nombre a “Ley orgánica del Colegio de Filólogos", luego de haber propuesto un texto sustitutivo donde se corregieron algunos problemas de legalidad que presentaba el texto original.
El 24 de mayo de 2010, el proyecto de ley pasó al plenario legislativo para su respectiva discusión por el fondo y en caso de votarse afirmativamente en los dos debates a lo que será sometido, se convertirá en ley de la República.

### Defensa del Idioma Español y las Lenguas Aborígenes Nacionales
El 8 de julio de 2008, D'Oleo Ochoa presentó otra iniciativa popular para promover una reforma integral a la Ley N.º 7623, Defensa del Idioma Español y Lenguas Aborígenes Costarricenses, de 11 de septiembre de 1996, a fin de que se fortalezca la defensa, la promoción del uso y el desarrollo del idioma español y las lenguas aborígenes nacionales, tomando en cuenta las nuevas exigencias de la sociedad costarricense. La iniciativa fue retirada para su estudio el 4 de agosto de 2008 por la diputada Villalobos Salas, convirtiéndola en proyecto de ley a finales del 2008 y publicándolo en la Gaceta Oficial el 19 de junio de 2009.
En la introducción de la propuesta, se especifica que:

Si bien es cierto, actualmente está en vigencia la Ley N.º 7623, Defensa del idioma español y lenguas aborígenes costarricenses, de 11 de setiembre de 1996, esta Ley no vino a hacer más que un remozamiento de la Ley N.º 5899, que en 1976 creó la Comisión Nacional de Defensa del Idioma.  En estas condiciones, se logró una mejora para la época, pero luego de doce años de haber entrado en vigencia, dicha Ley necesita ser revisada y actualizada conforme a las necesidades de nuestra sociedad. Ante los fuertes detractores del idioma español y de las lenguas aborígenes nacionales, se necesita una ley que sea fuerte y suficientemente sólida para que se logre proteger el idioma y conservarlo para las futuras generaciones.

Este proyecto de ley llamó la atención de varios medios informativos como el Boletín de Prensa de la Asamblea Legislativa de Costa Rica, el Periódico La Nación y el Centro de Políticas Públicas y Derechos Indígenas, los cuales publicaron reseñas y comentarios acerca del mismo, pues entre otras cosas, dicho proyecto pretende también que el Estado costarricense garantice el acceso a la jurisdicción a las comunidades aborígenes en su propia lengua.

## Obra literaria
Su poesía se caracteriza por ser breve, sencilla y capaz de crear una multiplicidad de expresiones en sus lectores. Además que sus poemas usualmente exaltan el clasisismo. Escribe en español y en inglés, lo que lo ha convertido en un escritor independiente versátil. Entre sus influencias poéticas se encuentran Robert Burns, William Blake, Pablo Neruda, Rubén Darío, Robert Louis Stevenson. De su obra, se extrae que sus poemas transmiten un mensaje positivo y en donde el poeta hace un llamado a no perder la esperanza, a pesar de las adversidades. En varios de sus poemas, se nota también el respeto por la tradición judeocristiana sobre la creación del ser humano, además que la exaltación del mismo es un hilo conductor en toda su obra.
Sus poemas han sido publicados en diversos medios literarios de Argentina, Chile, Estados Unidos y España, entre otros.

## Publicaciones (poesía)
- D'Oleo Ochoa, Isaías (2009). Unsaid Words of My Life (en inglés) (Primera edición). CreateSpace. ISBN 978-1448662883. Consultado el 18 de abril de 2010.

- D'Oleo Ochoa, Isaías (2010). Soul Tattoo: A Bilingual Edition (en inglés) (Primera edición). CreateSpace. ISBN 978-1448676729. Consultado el 13 de abril de 2011.

- D'Oleo Ochoa, Isaías (2010). Tatuaje Del Alma (Primera edición). CreateSpace. ISBN 978-1463544669. Consultado el 13 de julio de 2011.

## Enlaces
- Wikimedia Commons alberga una categoría multimedia sobre Isaías D'Oleo Ochoa.

### Inglés
- Página oficial (incluye su blog personal) Consultado el 21 de junio de 2010.

### Español
- D'Oleo Ochoa en la Red Mundial de Escritores en Español Consultado el 21 de junio de 2010.
- Poemas en la Revista Literaria de Editorial Narradores Consultado el 21 de junio de 2010.
- Poemas en la Revista Literarte Digital Consultado el 21 de junio de 2010.

- Datos: Q6079103